# 5465 Chumakov
5465 Chumakov è un asteroide della fascia principale. Scoperto nel 1986, presenta un'orbita caratterizzata da un semiasse maggiore pari a 2,9172834 UA e da un'eccentricità di 0,0631046, inclinata di 3,19316° rispetto all'eclittica.